# Stawki (rejon piszczański)
Stawki (ukr. Ставки) – wieś na Ukrainie w rejonie piszczańskim, obwodu winnickiego.

## Dwór
- dwór wybudowany przez Jaroszyńskich[1], jedno z bocznych skrzydeł pałacu wybudowanego w XVIII w., w stylu klasycystycznym. Główny korpus i drugie skrzydło spłonęły i zostały rozebrane[2].